# Schwapp
Das Sport- und Spaßbad Schwapp (ehemals: Spreeschwimmhalle) ist eine Bade- und Schwimmanstalt im Fürstenwalder Kosmonautenviertel. Sie ist 1971 eröffnet worden und wurde in den 1990er Jahren grundlegend erneuert und erweitert.

## Geschichte
Die Spreeschwimmhalle steht in enger Verbindung mit dem benachbarten Farbenwerk, dessen Leiter sich ab Ende der 1960er-Jahre für die Errichtung einer Schwimmhalle in Trägerschaft des Farbenwerkes einsetzte. Vorher befand sich auf dem Gelände des heutigen Spaßbades ein Freibad, welches nach Eröffnung der Schwimmhalle geschlossen wurde.
1971 wurde die Spreeschwimmhalle Fürstenwalde (Spree) der Bevölkerung der Stadt übergeben. Die Schwimmhalle war Anlaufpunkt für viele Badegäste, Schwimmschüler und Wettkampfschwimmer. Im Gebäude der Schwimmhalle befand sich bis zur Sanierung 1997 eine Dienstwohnung, in welcher der Leiter des Bades wohnte.
1991 wurde die Spreeschwimmhalle an die Stadt Fürstenwalde zurückgegeben, welche diese aufwändig sanierte und nun unter dem kommunalen Eigenbetrieb Fürstenwalder Sport- und Freizeiteinrichtungen betreibt. Beim Umbau der Schwimmhalle wurden die Becken verkürzt und das Sportbad wurde durch ein Spaßbad und eine neu sanierte Saunalandschaft ergänzt.
1997 erhielt die Schwimmhalle den neuen Namen Schwapp. Das Motto der Schwimmhalle lautet seit der Umbenennung Alles WASSER wollt!
Im Jahr 2015 wurde das Schwapp mit dem Goldenen Umberto der Comedyshow Circus HalliGalli ausgezeichnet. In der Schwimmhalle wurde eine ganze Ausgabe der Sendung mit der Umberto-Übergabe aufgezeichnet. Im Vorfeld auf die Aktion waren Server und Internetleitungen des Schwapps wegen Überlastung komplett zusammengebrochen, da zu viele Zuschauer auf das Werbevideo des Bades zugreifen wollten, welches vorher in der Sendung humorvolle Erwähnung fand.

## Beschreibung
Die Schwimmhalle besteht aus einem Spaß- und einem Sportbad sowie aus einem Sauna- und einem Fitnessbereich. Das Sportbad besteht aus einem 25-Meter-Becken für Schwimmer und einem Becken für Nichtschwimmer. Im Spaßbad gibt es eine breite Auswahl an Rutschen sowie einen großen Außenbereich.
Seit 2014 gehören zu dem Gelände neben der eigentlichen Schwimmhalle auch ein Tennis- und ein Minigolfbereich.

## Veranstaltungen
- Schwimmwettkämpfe
- Drachenboot-Indoorcup der BSG Pneumant Fürstenwalde
- Circus-HalliGalli-Sendung am 16. November 2015